# 8 Simple Rules
8 Simple Rules (originalmente conhecida como 8 Simple Rules for Dating My Teenage Daughter) é uma série americana com formato de sitcom que estreou no canal ABC no dia 17 de setembro de 2002, e teve seu último episódio exibido no dia 15 de abril de 2005, com 76 episódios dividos em três temporadas. Foi baseada livremente no livro de humor da colunista W. Bruce Cameron do mesmo nome. A série foi estrelada por John Ritter até sua morte repentina em 11 de setembro de 2003. Katey Sagal estrelou o seriado do começo ao fim. O ator veterano James Garner e David Spade se juntaram ao elenco da série para substituir Ritter a partir da  segunda temporada.

## Enredo
A série é sobre um casal irlandês-americano com três filhos que moram em um subúrbio de Detroit, Michigan. O pai, Paul Hennessy (John Ritter), é um jornalista esportivo que é chamado para retornar para casa porque sua esposa Cate (Katey Sagal) foi trabalhar como enfermeira em um hospital e Paul terá que cuidar de suas duas filhas adolescentes, Bridget (Kaley Cuoco), e Kerry (Amy Davidson), e seu filho Rory (Martin Spanjers). Ele é logo vencido pela responsabilidade de ser o pai de filhas adolescentes e sente falta de ser um escritor de esportes. Paul começa a escrever uma coluna em casa sobre sua luta com seus filhos e dá conselhos às pessoas que estão em sua mesma posição.
As filhas adolescentes de Paul estão namorando, o que provoca o uso das "8 Regrinhas Básicas Para Namorar Minha Filha Adolescente". A série, criada pela roteirista de comédias veterana Tracy Gamble, deriva o nome e alguns núcleos do livro de W. Bruce Cameron, 8 Regrinhas Básicas para Namorar Minhas Filhas Adolescentes.
As regras são:
1. Use suas mãos na minha filha e as perderá.
2. Se a fizer chorar, eu faço você chorar.
3. Sexo seguro é um mito. Qualquer coisa que você tentar será prejudicial para a sua saúde.
4. À trazer para casa fora de hora significa que não haverá próximo encontro.
5. Se parar o carro na entrada da garagem e buzinar, é melhor que esteja deixando um pacote, pois daqui não vai levar nada.
6. Nada de queixumes ao esperar por ela. Se está aborrecido, troque meu óleo.
7. Se suas calças estão caindo, ficarei feliz de prende-las com um grampeador.
8. Encontros têm que ser em lugares públicos apinhados. Quer romance? Leia um livro.

A terceira temporada tomou um rumo criativo, girando mais em torno do primo CJ e Jim, o avô, do que a família Hennessy, mas não especificamente em torno da criação das meninas. Após a novidade do elenco, os personagens recém-adicionados desgastaram, e a série logo voltou às suas raízes.

## Ligação comThree's Company
O episódio "Come and Knock on Our Door" apresenta uma sequência de sonhos onde Paul está ligado ao seriado Three's Company, o sitcom onde John Ritter ganhou fama. Além disso, a inteligência de Paul e expressão impassível são semelhantes aos de Stanley Roper. A co-estrela de Three's Company, Don Knotts, apareceu em uma participação especial no final do episódio. Knotts foi o último da série Three's Company que trabalhou com Ritter antes da morte dele.

### Married With Children
No episódio "Old Flame" (S03E15), Cate  foge de casa para uma noite com seu ex-namorado, Matt(Ed O'Neill). O'Neill e Sagal interpretam Al e Peg Bundy em Married With Children.
Os produtores acreditam que um de seus episódios de maior sucesso até então foi "Come and Knock on Our Door", porque foi associado a um show bem conhecido, que o ator principal (Ritter), tinha estrelado. Acreditava-se que um episódio semelhante, com Sagal poderia impulsionar a audiência e recriar o sucesso anterior. Entretanto, o episódio não afetou a audiência de maneira significativa.

## Outros episódios significativos
No episódio "The Doyle Wedding" (s01 e 26), ex-atores de Cheers, (John Ratzenberger e Shelley Long) aparecem como parentes de Doyle, no casamento de sua filha. John Ratzenberger foi ator convidado em três episódios, interpretanto novamente Fred Doyle, o vizinho irritante e desagradável de Hennessy.
Embora a co-estrela Shelley Long, que participou de Cheers, tenha interpretado Mary Ellen, mulher de Fred, em "The Doyle Wedding", em outros episódios com Ratzenberger, a atriz de Laverne and Shirley Cindy Williams interpretou Mary Ellen.
A última aparição de John Ratzenberger em "8 Simple Rules" foi na primeira parte de "Goodbye", episódio seguinte a morte de Ritter por uma dissecação da aorta em 2003.
O final da primeira temporada e a estreia da segunda temporada teve a participação de Cybil Shepherd como Maggie, irmã de Cate. Ao longo da primeira temporada, sugere-se que Cate e Maggie têm um vínculo semelhante ao de Bridget e Kerry, com Cate sendo como Bridget. Mas no segundo episódio, elas trocam de papéis.

## Produção

### A morte de John Ritter
Os primeiros três episódios da segunda temporada estavam completos. Depois de uma entrevista para o Museum of Television & Radio, Ritter sofreu uma dissecção da aorta.Após ele sentir desconforto durante um ensaio para o quarto episódio da temporada,naquela tarde, membros da equipe levaram Ritter a um hospital próximo,onde ele faleceu naquela noite após um diagnóstico errado de ataque cardíaco. Após a morte de Ritter,a emissora ABC anunciou que a série sofreria uma pausa, e incorporaria a morte do personangem.Os três últimos episódios gravados por Ritter foram transmitidos.
A série voltou no dia 4 de novembro de 2004 com o episódio de uma hora "Goodbye," dedicado a lembrança de Ritter.Episódios subsequentes trataram da reação da família á morte e como eles seguiram em frente.Os primeiros quatro episódios pós-Ritter foram filmados com platéia ao vivo (exceto pela abertura de "Goodbye").Suzane Pleshette e James Garner foram co-estrelas como os pais de Cate. David Spade mais tarde co-estrelou como o sobrinho de Cate, C.J. Ambos,Garner e Spade, acabaram recebendo papéis fixos após a morte de Ritter.

### Terceira temporada e posteriormente o cancelamento
Na primeira temporada,a série alcançou a posição 42 na lista Nielsen ratings. No fim da segunda temporada,caiu para a posição 50,mas foi renovada para uma terceira temporada . Para a terceira temporada,a ABC mudou o horário para as 20:00 das sextas-feiras como parte da linha de comédia TGIF. O criador e diretor Tracy Gamble deixou o programa por diferenças criativas quanto a terceira temporada(ele voltaria algum tempos depois como consultor criativo no meio da temporada)e foi trocado por Judd Pillot e John Peaslee,que tiveram a mesma função na temporada final do show anterior de David Spade, Just Shoot Me! A séria chegou a posição 94 nas estatísticas.Mesmo antes do final da terceira temporada ir ao ar,começaram boatos sobre o cancelamento de 8 Simple Rules.
As estatísticas da Friday night death slot foram determinantes para o show. O final da terceira temporada(no qual o personagem de Katey Sagal conta para a família que está namorando o diretor da escola interpretado por Adam Arkin não foi transmitido por uma varredura em maio.O final recebeu uma nota 3.9 de 8 que deu a ABC um terceiro lugar em finais de temporada,atrás de  Dateline (5.8/11) da NBC e  Joan of Arcadia (4.9/10) da CBS, que tinha como estrela o filho de Ritter,Jason. Em 17 de maio de 2005,a  ABC oficialmente cancelou 8 Simple Rules.

## Personagens

### Principais personagens
- Paul Hennessy, interpretado por John Ritter (2002–2003). Um ex-escritor de esportes, que trabalhava em casa como um colunista de estilo de vida. Descrito como sendo "o mestre de dois pesos e duas medidas", um "Psycho-Dad", assim como um notório hipócrita, que frequentemente embaraça seus filhos, ainda que ele queira o que é melhor para eles. No entanto, ele os ama e quer que tenham futuros felizes. Paul morre na segunda temporada, depois de desmaiar numa mercearia enquanto tomava leite. (Embora nenhum motivo seja dado para ele desmaiar, acredita-se que foi algo a ver com o coração, que foi a causa da morte de John Ritter.)
- Cate S. Hennessy (solteira Egan), interpretada por Katey Sagal. A esposa, mãe, enfermeira e, facilmente, a mais sã e calma pessoa da família. Ela consegue um trabalho de enfermeira na escola dos filhos, de forma que ela possa trabalhar horas normais e passar mais tempo com os filhos. Cate começa a sair com o diretor do colegial de seus filhos, Ed Gibb (interpretado por Adam Arkin), próximo ao fim da 3ª temporada. Ela recebeu o nome do meio "Stinky" como consequência de uma promessa que seu pai fez ao melhor amigo dele, de que nomearia um dos filhos depois de acidentalmente ser golpeado com uma baioneta, enquanto estavam bêbados na Coréia; para esconder isso, ela alega que o "S" significa "Stacy."
- Bridget Erin "Bridge" Hennessy, interpretada por Kaley Cuoco. Bridget é a bela e avoada filha mais velha de Cate e Paul. Ela é retratada como o "estereótipo da loira", uma garota sexy e popular que é interessada em seus visuais, garotos e mais nada.Muitas vezes confessou usar calcinhas fio dental. Bridget uma vez reclamou que deixou de usar essas calcinhas para vestir "roupas intimas de ir para igreja". Ás vezes ela tem algum momento profundo ou inteligente, mas são inicialmente poucos e espaçados,ainda que pugentes,como quando ela confessou que seu livro favorito é Apanhador no Campo de Centeio  de J. D. Salinger.[2] Depois da morte do pai ela, amadurece mais. Bridget inicialmente se sente culpada pela morte de Paul porque suas últimas palavras para foram "Eu odeio você" depois de uma discussão entre os dois naquela manhã,porque ele não a permitiu usar o carro dele.É mencionados várias vezes que Bridget tinha uma tatuagem,Mas não se sabia onde ou o formato(no entanto,algumas poucas vezes é visto um pedaço da tatuagem nas costas,por breves momentos).É revelado na temporada 2 que Bridget foi concebida na praia.[3]
- Kerry Michelle "Care Bear" Hennessy, interpretada por Amy Davidson.Ela é a não muito feliz filha do meio.Ela é muitas vezes vista como não muito bonita quando comparada com sua linda irmã mais velha Bridget.Ela é acusada por Bridget de roubar seu (ex-) namorado, Kyle. Kerry é sarcátisca,normalmente fazendo observações sobre basicamente todo mundo,porém menos sobre a mãe.Ela também é uma ativista dedicada que se envolve com direitos dos animais. Ela perdeu a virgindade com Bruno (seu namorado na Europa) na terceira temporada.Ela normalmente é impaciente com a irmã e fica chateada facilmente,ainda que as 2 meninas se juntem contra a autoridade dos pais ou às custas do irmão mais novo patife. Kerry tem uma veia artística e mantém um caderno de desenhos.Ela é a filha esperta,mas facilmente mostra ingenuidade.Depois de começar a namorar o popular ex-namorado de Bridget, Kyle,a sua popularidade aumenta,e ela começa a se comportar um pouco como a irmã.
- Rory Joseph Hennessy, interpretado por Martin Spanjers,é o filho,e criança mais nova de Cate e Paul.Ele normalmente tagarela com as irmãs,tendo prazeres distorcidos com isso, usando um bordão para se justificar: "É como um aniversário para mim!".Normalmente espera que alguma das meninas faça algo errado,para então dedurar e ver a reação do seu pai. Rory é o favorito do pai,sendo o filho.Ele se envolve em esquemas para ganhar dinheiro com CJ.Normalmente é visto jogando vídeo game na sala e menciona querer um macaco de estimação,o qual consegue uma vez vendendo alguns cartões de baseball da coleção do pai;o macaco depois foi trocado por uma guitarra,que teve vida curta com a falta de paciência dos pais com o barulho.Ele também diverte os amigos falando de coisas pessoais da irmã Bridget,falando uma vez que os amigos conseguiram pegar uma calcinhas dela da secadora de roupas. Rory sofre muito com a morte de Paul e acabou abrindo um buraco na parede com um soco,machucando assim a mão.Ele usa a desculpa de ter queimado a mão tirando uma panela do fogão.Depois de entrar no Ensino Médio, Rory amadurece, fazendo com que CJ seja o engraçado.No entanto Rory ainda tem momentos divertidos.
- Jim Egan, interpretado por James Garner (2003–2005),é o pai de Cate. Jim Lutou na Guerra da Coreia e tem orgulho de ter servido como soldado(ele se sente insultado sempre que isso seja mencionando como "serviço de policial").É muito protetor com a familía.Costuma fumar escondido.Ele é divorciado,morou na Flórida antes de se mudar para o porão de Cate e normalmente tenta bater em CJ com sua bengala. Ele uma vez mandou CJ até o Canadá para comprar  "ácido acetilsalicílico ".Quando C.J. descobre que isso é aspirina comum, Jim explica "CJ, minha dor de quadril ainda existe. Mas agora a minha dor de cabeça está no Canadá!" Ele se orgulha do sucesso de CJ como professor. Quando o pai biológico de CJ vem visitar o filho, Jim se sente deslocado e magoado porque consegue um carro para CJ depois dele se tornar um professor titular,mas o senhor Barnes compra para CJ um carro esportivo.
- CJ Barnes, interpretado David Spade (2004–2005), é um sobrinho adulto de Cate e Paul. Ele serviu no exército e diz ter estudado fotografia aérea durante a Guerra do Golfo, e que recebeu uma medalha de Coração Púrpura em combate,o que algo completamente contrastante com seu comportamento infantil.Ele é professor em uma escola local e está sempre indo atrás de alguma mulher,sem sucesso.Quando CJ chega,inicialmente a família fica surpresa.Revela para todos se sentir envergonhado por não ter conseguido ser a pessoa que Paul queria que ele fosse,e por isso tem evitado estar junto deles.Mora com o avô, Jim, no porão (anteriormente morando em uma van,a mesma que o avô colocou fogo). Ele namorou com a senhora Krupp, professora de matemática de suas sobrinhas (Kerry e Bridget),mas tudo terminou por causa de uma traição cometida por ele com sua ex-namorada Cheryl. Ele revela suas intenções iniciais com Corey (enquanto tenta arranjar alguma mulher) para Sissy,irmã da namorada de Rory,mas Rory confirma que é mentira. CJ já fumou muita maconha (e de fato ele costumava fumar com o irmão mais velho de Kyle),mas no começo de suas aparições,ele diz não ter fumado pelos últimos dois anos(no começo ele dizia que eram cinco,para a descrença de Jim).

### Outros personagens
- Kyle Anderson, interpretado por Billy Aaron Brown, é o namorado de  Bridget — e depois de  Kerry.Costuma passar tempo com Rory,quando não está com Bridget ou Kerry. Seu pai, Tommy, trabalhava com Paul.
- Ed Gibb, interpretado por Adam Arkin, é o diretor da escola local. Ele e Cate eram amigos da época de estudantes,e namoraram por um tempo.Seus relatos do primeiro encontro são diferentes,com ambos confessando que eram mais controlados e admitindo um para o outro que se gostavam como amigos.Apesar disso,tiveram momentos íntimos.
- Coach Scott,interpretado por Dan Cortese,é o professor de Educação Física por quem Bridget é apaixonada.Ele gosta de Cate, que inicialmente gosta dele,mas quando descobre os sentimentos da filha,decide não seguir em frente.
- Jenna Sharpe, interpretada por Nikki Danielle Moore (2003–2005).Filha de Nick,chefe de Paul,e uma das rivais de Bridget,que mais tarde se torna sua amiga.Tem uma irmã mais nova, Rachael (Nicole Mansour), que é amiga de Kerry.
- Missy Kleinfeld,interpretada por Daniella Monet (2003–2005), é o interesse amoroso de Rory na segunda temporada. Sua irmã, Sissy (Elena Lyons), gosta de CJ.
- Jeremy, interpretado por Jonathan Taylor Thomas (2003–2004), é professor particular de Bridget e em algum momento seu namorado.É considerado um nerd na escola,e por causa disso, Bridget no começo nega o interesso amoroso por ele dizendo que ele é apenas seu professor particular.
- Anthony W., interpretado por Cole Williams (2002–2003), é um aluno da sala de Bridget. Ele é um rapaz branco que fala como um raper negro,o que normalmente causa problemas.
- Maggie Barnes (solteira Egan), interpretada por Cybill Shepherd, é a irmã de Cate e mãe de CJ. Maggie compartilha com Kerry o mesmo humor e natureza sensível.No entanto isso aparenta (em uma conversa entre Ed Gibb e Cate) que Cate era mais esperta como também mais popular.
- Fred Doyle, interpretado por  John Ratzenberger,é um vizinho persistente e exageradamente amistoso dos Henessy,casado com Mary Ellen (originalmente interpretada por Shelley Long e depois por Cindy Williams). É o pai de Donald "Donny" Doyle, que teve um namoro com Bridget por algum tempo. Fred era o líder do grupo de vigilância da vizinhança, e se percebe que sua família é religiosa quando Bridget diz que vai ler a Bíblia com eles,em um episódio da segunda temporada.

## Episódios

### Audiência no EUA
| Temporada | Temporada | Episódios | Estreia                | Final da Temporada  | Audiência nos EUA (milhões) |
| --------- | --------- | --------- | ---------------------- | ------------------- | --------------------------- |
| 1         | 2002–2003 | 28        | 17 de Setembro de 2002 | 20 de Maio de 2003  | 10.85 (43º lugar)           |
| 2         | 2003–2004 | 24        | 23 de Setembro de 2003 | 18 de Maio de 2004  | 9.98 (50º lugar)            |
| 3         | 2004–2005 | 24        | 24 de Setembro de 2004 | 15 de Abril de 2005 | 6.8 (90º lugal)             |

## Distribuição
Embora a audiência de 8 Simple Rules fosse bem acima da média das séries do bloco de programação da ABC chamada TGIF (que significa "Thank God It's Friday" traduzido para "Graças a Deus é Sexta-Feira"), por volta de sua terceira temporada a emissora americana cancelou devido à incapacidade de vendê-lo para o Syndication. Devido à morte de John Ritter, as emissoras que adquirissem 8 Simple Rules não poderiam passar mais de duas temporadas diárias (com episódios de temporadas diferentes), alguns pensam que isso iria confundir e os telespectadores ficariam chateados. No entanto, o canal dinamarquês TV3 e o canal canadense YTV transmitem episódios apresentando Ritter.
Em 11 de julho de 2005 (menos de dois meses após a ABC cancelar oficialmente o seriado), a rede de televisão WB anunciou que iria reprisar os 76 episódios de 8 Simple Rules de 2 de janeiro de 2006 a 15 de setembro de 2006, quando foi substituído por Reba no bloco de programação chamado The CW Daytime na estreia do canal The CW.
Na terça-feira, 12 de junho de 2007, a série entra para a programação do canal fechado ABC Family, sendo exibida durante a semana. Em 3 de outubro de 2009, 8 Simple Rules retorna para a ABC Family, tendo se ausentado durante um ano. As suas transmissões foram, na sua maioria, esporádicas, devido à programação de filmes com diferentes tamanhos de duração do canal e blocos de programação de férias. Em 8 de fevereiro de 2010, a série foi adicionado de volta a programação semanal da ABC Family, substituindo The Fresh Prince of Bel-Air. Depois de alguns meses estando ausente no canal, 8 Simple Rules retoma ao ar na ABC Family a partir de 18 de julho de 2010, e durou até 7 de agosto de 2010. 8 Simple Rules atualmente vai ao ar em um bloco nas tardes de semana, desde de 11 de outubro de 2010.

### Internacional
| País                   | Canal                                                | Estreia                                                           | Última vez Visto                                                  | Notas |
| ---------------------- | ---------------------------------------------------- | ----------------------------------------------------------------- | ----------------------------------------------------------------- | --- |
| Reino Unido            | Disney Channel                                       | 2003                                                              | 2006                                                              | Editado para crianças assistir |
| Reino Unido            | ABC1                                                 | 2005                                                              | 26 de Setembro de 2007                                            | Canal fechado dia 26 de Setembro de 2007 |
| Reino Unido            | Channel 5                                            | 2007                                                              |                                                                   | 1ª Temporada |
| Reino Unido            | 5*                                                   | 2008                                                              | 29 de Abril de 2011                                               | Todas as Três Temporadas |
| Uruguai                | Warner Channel                                       | 2005                                                              | 2007                                                              | Todas as Três Temporadas |
| Itália                 | Fox Life                                             | 01 de Setembro de 2003                                            | Dezembro de 2005                                                  | Todas as Três Temporadas |
| Itália                 | Rai 2                                                | 06 de Junho de 2005                                               | 09 de Outubro de 2008                                             | Todas as Três Temporadas |
| Turquia                | TNT ATV (Turquia)                                    | 2006                                                              |                                                                   | 2ª Temporada |
| Austrália              | FOX8                                                 |                                                                   | 15 de Abril de 2005                                               | Todo dia às 13h |
| Áustria                | ORF 1                                                |                                                                   |                                                                   | Todas Temporadas///todos os dias às 15h50 |
| Nova Zelândia          | TV2                                                  | 2003                                                              | Atualmente                                                        | Originalmente era às Sextas. Atualmente todos os dias às 18h30 |
| Bulgaria               | Kanal 1 Fox Life (reprise) Nova Television (reprise) | 2006 2007 05 de Abril de 2008                                     | 2006                                                              | Todas as Temporadas em todos os canais |
| Sérvia                 | Fox Life e RTS                                       | 2007                                                              | 2008                                                              | |
| Canadá                 | Family                                               |                                                                   | 2008                                                              | Recentemente cancelado |
| Canadá                 | Vrak TV                                              | 2004                                                              | 2009                                                              | Todas as Três Temporadas |
| Canadá                 | YTV                                                  | 2009                                                              | Atualmente                                                        | Todas as Três Temporadas, reprises |
| Canadá                 | CMT(Canada)                                          | Setembro de 2010                                                  |                                                                   | Todas as Três Temporadas |
| Rússia                 | STS                                                  | 19 de Outubro de 2004                                             |                                                                   | |
| França                 | M6                                                   |                                                                   |                                                                   | Exibida com o título Touche pas à mes filles (Não se meta com as minhas filhas ou Não toque nas minhas filhas) |
| Bélgica                | VT4                                                  |                                                                   |                                                                   | |
| Irlanda                | RTÉ Two                                              |                                                                   |                                                                   | Cancelada |
| Irlanda                | TG4                                                  |                                                                   |                                                                   | Todos os dias às 17h35 |
| Espanha                | SET en VEO                                           |                                                                   |                                                                   | |
| Países Baixos          | Comedy Central                                       | 2007                                                              | Deixou de ir ao ar                                                | |
| Polónia                | Comedy Central                                       | 2010                                                              |                                                                   | |
| Noruega                | TV3                                                  |                                                                   | 2007                                                              | Todas as Três Temporadas. Todos os dias às 05h00. |
| Suécia                 | TV3                                                  |                                                                   |                                                                   | |
| Suécia                 | TV6                                                  |                                                                   |                                                                   | |
| Suécia                 | Comedy Central                                       |                                                                   | Todos os dias às 01h45                                            | |
| Japão                  | NHK Educational TV                                   | 2003                                                              | 2005                                                              | Exibida com o título "Papa niwa Himitsu(パパにはヒ・ミ・ツ)" (Mantenha-o segredo do pai). Primeira e Segunda Teporada. Todos os episódios foram ao ar na reprise que passaram em nove dias em 2007.                                                                   |
| Estónia                | TV3                                                  |                                                                   |                                                                   | Exibida com o título "8 Lihtsat Reeglit minu Tütre kohtamiseks" |
| Alemanha               | ProSieben                                            | 21 de Fevereiro de 2004 02 de Janeiro de 2005 01 de Abril de 2006 | 19 de Dezembro de 2004 24 de Julho de 2005 09 de Setembro de 2006 | Exibida com o título Meine wilden Töchter (Minhas Filhas Adolescentes) Primeira Temporada aos sábados às 04h00 (a partir de 29 de maio / Domingo às 11h30 (a partir de 5 de setembro) Segunda Temporada aos domingos às 10h30 Terceira temporada aos sábados às 02h25 |
| Alemanha               | Comedy Central                                       | 10 de Agosto de 2009                                              | Atualmente no ar                                                  | Exibida com o título Meine wilden Töchter (Minhas filhas Selvagem) Segunda à Quinta às 21h40 (até 1 de outubro) / Segunda a quinta às 20h15 (a partir 5 de outubro) / Atualmente exibida de segunda a quinta às 01h25                                                 |
| Arábia Saudita         | MBC4                                                 | 2007                                                              | 2008                                                              | Todas as Três Temporadas |
| Emirados Árabes Unidos | Dubai One                                            | 2006                                                              | 2007                                                              | Todas as Três Temporadas |
| Israel                 | yes                                                  | 2007                                                              |                                                                   | |
| Eslovênia              | Kanal A                                              |                                                                   | 2007                                                              | Todas as Três Temporadas |
| Índia                  | Star World                                           |                                                                   |                                                                   | |
| Paquistão              | Star World                                           | 2005                                                              | 2008                                                              | Todas as Três Temporadas |
| Turquia                | TNT Turkey atv Turkey                                | 03 de Março de 2008                                               |                                                                   | |
| Finlândia              | TV Viisi Nelonen                                     |                                                                   | Atualmente no ar (Tv viisi)                                       | Exibida com o título Teinitytön kasvatusopas (Como levantar uma adolescente). Todos os dias às 19h30 |
| Ucrânia                | 1+1, TET                                             | 2008 (1+1), 2010 (TET)                                            |                                                                   | Somente a Terceira temporada na 1 +1. Todas as temporadas na TET. |
| Eslováquia             | TV Markiza                                           |                                                                   | 15 de Julho de 2008                                               | Todas as Três Temporads |
| Dinamarca              | TV3                                                  |                                                                   |                                                                   | Exibida com o título Fingrene væk fra min teenage datter (Tire as mãos de minha filha adolescente) |
| Brasil                 | Sony Entertainment Television                        |                                                                   |                                                                   | Todas as Três Temporadas (exibida com o título original) |
| Brasil                 | SBT                                                  |                                                                   |                                                                   | Todas as Três Temporadas (exibida com o título 8 Regrinhas Básicas Para Namorar Minhas Filhas Adolescentes) |
| Hungria                | Viasat 3                                             | 2 de Março de 2009                                                |                                                                   | Exibida c o título Pimaszok (Cheekies) |

## Lançamento em DVD
No dia 7 de Agosto de 2007, a Walt Disney Studios Home Entertainment lançou a 1ª Temporada de 8 Simple Rules em DVD na Região 1. A 1ª Temporada foi lançada na Grã-Bretanha no dia 01 de Setembro de 2008.
Em Agosto de 2008, a Lionsgate Entertainment anunciou que tinha adquirido os direitos da série da ABC Studios. Eles posteriormente lançaram em DVD a 2 ª Temporada na Região 1 em 19 de Maio de 2009.
| Nome do DVD                   | Episódios | Região 1            | Região 2              | Região 4               |
| ----------------------------- | --------- | ------------------- | --------------------- | ---------------------- |
| A Primeira Temporada Completa | 28        | 7 de Agosto de 2007 | 1 de Setembro de 2008 | 12 de Novembro de 2008 |
| A Segunda Temporada Completa  | 24        | 19 de Maio de 2009  | —                     | —                      |
| A Terceira Temporada Completa | 24        | —                   | —                     | —                      |